# 26 octobre
Pour les articles homonymes, voir Vingt-Six-Octobre.
26 septembre 26 novembre
Chronologies thématiques
- Croisades
- Ferroviaires
- Sports
- Disney
- Anarchisme
- Catholicisme

Abréviations / Voir aussi
- (° 1852) = né en 1852
- († 1885) = mort en 1885
- a.s. = calendrier julien
- n.s. = calendrier grégorien
- Calendrier
- Calendrier perpétuel
- Liste de calendriers
- Naissances du jour

Le 26 octobre est le 299e jour de l'année du calendrier grégorien, 300e lorsqu'elle est bissextile (il en reste ensuite 66).
C'était généralement l'équivalent du 5 brumaire du calendrier républicain ou révolutionnaire français, officiellement dénommé jour de l'oie.

## Événements

### XIIesiècle
- 1184 : bataille de Kojima (guerre de Genpei), les hommes du clan Minamoto l'emportent sur ceux du clan Taira.

### XVIesiècle
- 1584 : bataille de Slunj, les forces armées germano-croates de Thomas Erdődy, du ban de Croatie, triomphent sur les Ottomans.
- 1587 : bataille de Vimory (huitième guerre de religion). Les troupes de l’armée royale française — catholiques —, dirigées par le duc de Guise, soumettent les mercenaires germano-suisses engagés par les protestants, à la tête desquels se trouve Henri de Navarre, lui-même roi de France deux ans plus tard.
- 1597 : bataille de Myong-Yang (guerre Imjin), qui aboutit à une victoire inattendue de la flotte coréenne de l’amiral Yi Sun-sin, dont les forces en présence étaient pourtant nettement inférieures à celles de l’empire du Japon.

### XVIIIesiècle
- 1793 : bataille d'Entrammes, lors de la guerre de Vendée.
- 1795 : installation du Directoire en France (la Convention vote pour ce Directoire).
- 1798 : fin du deuxième combat de Boom et du premier combat de Diest, pendant la guerre des Paysans.

### XIXesiècle
- 1813 : victoire canadienne, à la bataille de la Châteauguay, pendant la guerre anglo-américaine de 1812.
- 1881 : fusillade d'O.K. Corral au Far West U.S., ayant inspiré plusieurs westerns au siècle suivant.
- 1896 : traité d'Addis-Abeba, par lequel l'Éthiopie conserve son indépendance, mais l'Italie l'Érythrée.

### XXesiècle
- 1909 : assassinat d'Ito Hirobumi par le nationaliste coréen An Jung-geun, ce qui conduira à l'annexion totale de l'Empire coréen par le Japon l'année suivante.
- 1917 : 
  - élection de Lénine à la tête du Comité central du Parti communiste de l'Union soviétique.
  - Le Brésil entre en guerre (première guerre mondiale), à la suite de torpillages de ses navires marchands par des sous-marins allemands.
- 1939 : adoption, par Hitler, du décret qui organise les territoires polonais dévolus au Reich (seconde guerre mondiale, nouvelle invasion de la Pologne dès septembre précédent).
- 1955 : 
  - proclamation de la république du Viêt Nam ;
  - adoption de la neutralité autrichienne.
- 1967 : le shah d’Iran se couronne empereur à Téhéran après 26 ans de règne pour fêter cet anniversaire[1].
- 1972 : coup d'État réussi de Mathieu Kérékou au Bénin.
- 1994 : traité de paix israélo-jordanien.

### XXIesiècle
- 2014 :
  - Seretse Ian Khama est réélu président du Botswana.
  - Dilma Rousseff est réélue présidente de la république fédérative du Brésil.
- 2017 : 
  - au Kenya, élection présidentielle.
  - en Nouvelle-Zélande, Jacinda Ardern devient Première ministre, à 37 ans. Elle se verra réélue et confortée à ce poste en octobre 2020, malgré l'épidémie mondiale de covid19 ayant aussi atteint son archipel.
- 2018 : en Irlande, un référendum sur la suppression du délit de blasphème est organisé, en même temps que l'élection présidentielle.
- 2020 : aux États-Unis, la nomination d'Amy Coney Barrett à la Cour suprême est confirmée au Sénat par 52 voix pour et 48 contre[2].
- 2024 :
  - en Géorgie, les élections législatives ont lieu afin de renouveler pour quatre ans les membres du parlement[3].
  - Israël frappe l'Iran[4].

## Arts, culture et religion
- 1903 : Richard Strauss Docteur honoris causa de l'université de Heidelberg. Création de Taillefer (en), cantate pour orchestre, chœur et 3 solistes, composée et dirigée par lui-même lors de la cérémonie.
- 1913 : inauguration du premier temple français du culte antoiniste, au 34 rue Vergniaud, dans le 13e arrondissement de Paris, au-dessus d'une partie de l'ancien cours de la rivière Bièvre.
- 1965 : The Beatles sont intégrés dans l'Ordre de l'Empire britannique par la reine Élisabeth II.
- 2016 : le tombeau de Jésus, localisé selon une tradition chrétienne au Saint-Sépulcre, est ouvert pour la première fois depuis 1810.

## Sciences et techniques
- 1671 : à peine installé à l'Observatoire Royal, encore  en plein chantier, Cassini découvre déjà Japet, le second satellite naturel (lune) de la planète Saturne.[réf. nécessaire]
- 2022 : en Espagne, seize ans après sa mise en chantier, le tram-train de la Baie de Cadix, premier tram-train du pays, est mis en service[5].

## Économie et société
- 1989 : premier épisode de la série "Navarro" diffusé sur TF1[6].
- 2005 : l'architecte russe Vitali Kaloïev est condamné à huit ans de prison pour le meurtre de Peter Nielsen qu'il avait assassiné en raison de son rôle dans la collision aérienne d'Überlingen dans laquelle sa femme et ses enfants avaient trouvé la mort.
- 2015 : un séisme a lieu en Afghanistan. La secousse se fait ressentir au-delà du pays, et l'on dénombre 398 morts et 2 536 blessés à travers le pays et trois États voisins.
- 2022 : en Iran, une fusillade de masse fait au moins 15 morts à la mosquée Chah-Tcheragh à Chiraz[7].
- 2023 : le  Pakistan annonce l'ouverture de camps de rétention pour l'expulsion à partir du 1er novembre de 1,7 million de réfugiés afghans en situation irrégulière, qui pourront emporter chacun au maximum l'équivalent de 178 dollars[8].

## Naissances

### XVIesiècle
- 1556 : Ahmed Baba, savant et homme de lettres malien († 1627).

### XVIIesiècle
- 1685 : Domenico Scarlatti, compositeur napolitain († 23 juillet 1757).

### XVIIIesiècle
- 1759 : Georges Jacques Danton, homme politique français, président de la Convention nationale en 1793 († 5 avril 1794).
- 1800 : Helmuth Karl Bernhard von Moltke, militaire et homme politique prussien († 24 avril 1891).

### XIXesiècle
- 1814 : Walter Burrell, avocat et homme politique anglais († 24 janvier 1886).
- 1834 : Louis Gabriel d'Antessanty, entomologiste français († 6 janvier 1922).
- 1838 : Louis IV de La Trémoille, aristocrate et historien français († 4 juillet 1911).
- 1845 : Louis Jobin, sculpteur d'art sacré québécois († 1er mars 1928).
- 1862 : Hilma af Klint, artiste suédoise, théosophe et pionnière dans l'art abstrait († 21 octobre 1944).
- 1866 : Ignacy Daszynski, homme politique polonais, Premier ministre de Pologne en 1918 († 31 octobre 1936).
- 1869 : Washington Luís Pereira de Sousa, homme politique brésilien, président de Brésil de 1926 à 1930 († 4 août 1957).
- 1880 : Andreï Biély (Boris Nikolaïevitch Bougaïev / Бори́с Никола́евич Буга́ев dit), écrivain russe († 8 janvier 1934).
- 1881 : Margaret Wycherly, actrice anglaise († 6 juin 1956).
- 1883 : 
  - Jean Paul Arthur « Joë » Hamman, acteur et cinéaste français († 30 juin 1974).
  - Napoleon Hill, auteur américain († 8 novembre 1970).
- 1887 : Édouard Bourdet, écrivain français († 17 janvier 1945).
- 1889 : Nestor Makhno (Нестор Іванович Махно), anarchiste ukrainien († 25 juillet 1934).
- 1893 :
  - Jean Bernex, homme politique français († 3 janvier 1947).
  - Béatrice Bretty, actrice française, speakerine cobaye de premiers essais télévisuels († 4 septembre 1982).
- 1894 : Eugène Jolas, écrivain, traducteur et critique littéraire américain († 26 mai 1952).
- 1898 : Jean Grelaud, dernier « poilu » parisien à avoir survécu à la Première guerre mondiale († 25 février 2007).
- 1899 : 
  - Lilli Henoch, athlète allemande spécialiste de plusieurs disciplines, victime des Einsatzgruppen  († 8 septembre 1942).
  - Dmitri Pokrass, compositeur soviétique († 20 décembre 1978).

### XXesiècle
- 1902 :
  - Françoise Gaudet-Smet, animatrice et auteur québécois († 4 septembre 1986).
  - Jack Sharkey (Joseph Paul Zukauskas dit), boxeur américain de descendance lituanienne († 17 août 1994).
- 1905 : George Flahiff, prélat canadien († 22 août 1989).
- 1906 : Primo Carnera, boxeur italien († 29 juin 1967).
- 1911 : Mahalia Jackson, chanteuse américaine de negro spiritual et de gospel († 27 janvier 1972).
- 1912 : Donald Siegel, réalisateur et producteur américain († 20 avril 1991).
- 1913 : Charlie Barnet (Charles Daly dit), saxophoniste et chef d’orchestre de jazz américain († 4 septembre 1991).
- 1914 : John Leslie « Jackie » Coogan, acteur américain († 1er mars 1984).
- 1916 : François Mitterrand, homme politique, avocat et éditeur français, président de la République française de 1981 à 1995 († 8 janvier 1996).
- 1918 : Eric Ericson, chef de chœur suédois († 16 février 2013).
- 1919 : 
  - Ashraf Pahlavi (اشرف پهلوی), princesse iranienne, sœur jumelle du dernier shah d'Iran († 7 janvier 2016).
  - Mohammad Reza Pahlavi (محمد رضا شاه پهلوی), chef d'État iranien, chah d'Iran de 1941 à 1979 († 27 juillet 1980).
- 1920 : Aarno Walli, chef d'orchestre et musicien finlandais († 16 août 2007).
- 1926 : Fernand Daoust, syndicaliste québécois († 22 janvier 2020).
- 1930 : José Ramón Machado Ventura, homme politique cubain.
- 1933 : Boris Grigolachvili, chef militaire géorgien († 29 octobre 1993).
- 1934 : R. J. Berry, généticien et naturaliste britannique († 29 mars 2018).
- 1938 : Claude Poirier, chroniqueur judiciaire québécois.
- 1941 : 
  - Torgeir Brandtzæg, sauteur à ski norvégien.
  - Marcel Lefebvre, scénariste, réalisateur et compositeur québécois. († 26 novembre 2022).
  - Volodymyr Tcherniak, homme politique ukrainien († 18 janvier 2021).
- 1942 : 
  - Robert William « Bob » Hoskins Jr., acteur anglais († 29 avril 2014).
  - Kenneth Johnson, scénariste, producteur, réalisateur et compositeur américain.
- 1945 :
  - Emmanuel Lafont, prélat français et figure de l'anti-apartheid.
  - Marie-Andrée Leclerc, Québécoise impliquée dans une affaire de meurtres en Inde († 20 avril 1984).
  - Jaclyn Smith, actrice américaine.
  - Pat Conroy, écrivain américain († 4 mars 2016).
- 1946 : Thomas Wendell « Tom » Marshall, homme politique canadien, Premier ministre de Terre-Neuve-et-Labrador en 2014.
- 1947 : Hillary Clinton, femme politique américaine, sénatrice, Première dame des États-Unis, secrétaire d’État, candidate à l'élection présidentielle de 2016.
- 1949 : Stephen Douglas « Steve » Rogers, joueur de baseball américain.
- 1950 : Drago Vabec, footballeur international yougoslave d'origine croate.
- 1951 : Patrice Carmouze, animateur de radio et télévision français.
- 1953 : 
  - Claire de Castelbajac, servante de Dieu, catholique française († 22 janvier 1975).
  - Alan Lear, dramaturge écossais († 26 décembre 2008).
  - Lauren Tewes, actrice américaine.
- 1954 : Gilbert Rozon, producteur québécois, fondateur du festival Juste pour rire.
- 1955 : Stephen Kern Robinson, astronaute américain.
- 1956 : 
  - Mike Godwin, avocat américain à l'origine de la loi ou du point Godwin.
  - Rita Wilson, actrice, productrice et chanteuse américaine.
- 1958 :
  - Fabienne Larouche, scénariste et productrice québécoise.
  - Pascale Ogier (Pascale Nicolas dite), actrice française († 25 octobre 1984).
- 1959 : Evo Morales, dirigeant syndical et homme d'État bolivien d'origine amérindienne, président de la république de Bolivie de 2006 à 2019.
- 1960 : Mark Schultz, lutteur américain, champion olympique.
- 1961 :
  - Howard Carter, basketteur franco-américain.
  - Manuel Estiarte, joueur espagnol de water-polo, champion olympique..
  - Dylan McDermott, acteur et réalisateur américain.
- 1962 : Cary Elwes, acteur britannique.
- 1963 :
  - Edward Kern « Ted » Demme, réalisateur et producteur américain († 13 janvier 2002).
  - Natalie Merchant, chanteuse, musicienne et compositrice américaine.
- 1964 : 
  - Sven Vath, dis-jockey et producteur allemand.
  - Elisabeta Lipă, rameuse d'aviron roumaine, quintuple championne olympique.
  - Christine Gossé, rameuse d'aviron française, double championne du monde.
- 1967 : Keith Urban, chanteur et guitariste australien de musique country.
- 1971 : Audley Harrison, boxeur britannique, champion olympique.
- 1975 : Sofi Tsedaka, actrice israélienne.
- 1976 :
  - Miikka Kiprusoff, joueur de hockey sur glace finlandais.
  - Jeremy Wotherspoon, patineur de vitesse canadien.
- 1977 : Simon Ngaka, artiste musicien, écrivain et journaliste camerounais.
- 1978 :
  - CM Punk (Phillip Jack Brooks dit), catcheur américain.
  - Salim Sdiri, athlète français spécialiste de saut en longueur.
- 1980 :
  - Aymeric Chappellier, skipper français.
- 1983 : 
  - Khedafi Djelkhir, boxeur français.
  - Francisco Liriano, joueur de baseball dominicain.
- 1984 :
  - Adriano Correia Claro, footballeur brésilien.
  - Sasha Cohen, patineuse artistique américaine.
- 1987 :
  - Stany Delayre, rameur français.
  - Samuel Gathimba, athlète kényan.
  - Alexie Ribes, actrice française.
- 1991 : Exaucé Ngambili Ibam, homme politique Congolais.

## Décès

### VIIIesiècle
- 760 : Cuthbert, archevêque de Cantorbéry (° inconnue).

### IXesiècle
- 899 : Alfred le Grand, roi d'Angleterre de 878 à 899 (° 848 ou 849).

### XVesiècle
- 1440 : Gilles de Rais, militaire français (° v. 1405).

### XVIIesiècle
- 1612 : Jean Bauhin, botaniste suisse (° 12 décembre 1541).

### XVIIIesiècle
- 1749 : Louis-Nicolas Clérambault, musicien français (° 19 décembre 1676).

### XIXesiècle
- 1806 : Denis Battin, militaire français (° 1723).
- 1828 : Albrecht Daniel Thaer, agronome allemand (° 14 mai 1752).
- 1866 : John Kinder Labatt, homme d’affaires et brasseur canadien d’origine irlandaise, fondateur de la brasserie Labatt (° 1803).
- 1880 : Searles Valentine Wood, paléontologue britannique (° 14 février 1798).
- 1886 : Lat Dior, Damel du royaume de Cayor (° 1842).
- 1890 : Carlo Collodi (Carlo Lorenzini dit), écrivain italien (° 24 novembre 1826).

### XXesiècle
- 1902 : Elisabeth Cady Stanton, militante féministe américaine (° 12 novembre 1815).
- 1903 : Maurice Rollinat, écrivain français (° 29 décembre 1846).
- 1907 : Khalīl al-Khūrī, propriétaire de presse ottoman (° 28 octobre 1836).
- 1908 : François-Désiré Mathieu, prélat français (° 27 mai 1839).
- 1909 : Hirobumi Itō (伊藤博文), homme politique japonais, Premier ministre du Japon de 1885 à 1888 (° 16 octobre 1841).
- 1918 : César Ritz, hôtelier et entrepreneur suisse (° 23 février 1850).
- 1919 : Angelo Roth, homme politique italien (° 1er janvier 1855).
- 1929 : Aby Warburg, historien de l'art allemand (° 13 juin 1866).
- 1932 : Margaret Brown, philanthrope américaine (° 18 juillet 1867).
- 1942 : William Finnemann, évêque philippin, résistant aux Japonais, « serviteur de Dieu » (° 18 décembre 1882).
- 1943 : Aurel Stein, archéologue et explorateur britannique (° 26 novembre 1862).
- 1944 : 
  - Béatrice du Royaume-Uni, princesse britannique, dernière survivante des enfants de la reine Victoria (° 14 avril 1857).
  - Hiroyoshi Nishizawa (西澤 廣義), militaire japonais (° 27 janvier 1920).
- 1945 : Paul Pelliot, sinologue français (° 28 mai 1878).
- 1952 : Hattie McDaniel, chanteuse et actrice américaine (° 10 juin 1895).
- 1956 : Walter Gieseking, pianiste franco-allemand (° 15 novembre 1895).
- 1957 : Gerty Theresa Cori, biochimiste américaine d'origine hongroise, prix Nobel de médecine en 1947 (° 15 août 1896).
- 1964 : Frederick Ion, joueur de crosse canadien (° 25 février 1886).
- 1972 : Igor Sikorsky, ingénieur aéronautique américain d'origine russe (° 25 mai 1889).
- 1979 : Park Chung-Hee (박정희), homme politique et militaire sud-coréen, 3e président de la république de Corée du Sud de 1962 à 1979 (° 30 septembre 1917).
- 1981 : Marie Uguay, poète canadienne francophone (º 22 avril 1955).
- 1982 : 
  - Giovanni Benelli, prélat italien (° 12 mai 1921).
  - Valerio Zurlini, réalisateur italien (° 19 mars 1926).
- 1983 : Alfred Tarski, philosophe polonais (° 14 janvier 1902).
- 1989 : Charles Pedersen, savant américain, prix Nobel de chimie en 1987 (° 3 octobre 1904).
- 1990 :
  - Larry Andreasen, plongeur américain (° 13 novembre 1945).
  - Robert Antelme, poète et résistant français (° 5 janvier 1917).
- 1994 : Wilbert Harrison, chanteur et musicien américain (° 5 janvier 1929).
- 1996 : Miquel Asins, compositeur espagnol (° 21 janvier 1916).
- 1998 : Kenkichi Iwasawa, mathématicien japonais (° 11 septembre 1917).
- 1999 : Hoyt Axton, chanteur et compositeur américain (° 25 mars 1938).

### XXIesiècle
- 2002 :
  - Jacques Massu, militaire français (° 5 mai 1908).
  - Paul Wellstone, homme politique américain (° 21 juillet 1944).
- 2003 : Elem Klimov, réalisateur soviétique puis russe (° 9 juillet 1933).
- 2005 :
  - Jany Holt (Ekaterina Rouxandra Vladesco-Olt dite), actrice française (° 13 mai 1909).
  - René Moreau, soldat français, vétéran de la Première Guerre mondiale (° 8 septembre 1897).
- 2006 : Michel Habib-Deloncle, avocat puis homme politique français (° 26 novembre 1921).
- 2007 : 
  - Nicolae Dobrin, footballeur roumain (° 26 août 1947).
  - Alexandre Feklissov, agent secret soviétique puis russe (° 9 mars 1914).
  - Arthur Kornberg, biochimiste américain, prix Nobel de médecine en 1959 (° 3 mars 1918).
  - Jerzy Pietrkiewicz, homme de lettres polonais (° 29 octobre 1916).
- 2008 : 
  - Delfino Borroni, dernier vétéran italien de la Première Guerre mondiale (° 23 août 1898).
  - Tony Hillerman, écrivain américain (° 27 mai 1925).
  - Michele Piccirillo, archéologue italien (° 18 novembre 1944).
- 2009 : Jacques Bouquet, joueur de rugby français (° 3 juin 1933).
- 2010 : Romeu Tuma, homme politique brésilien (° 4 octobre 1931).
- 2011 :
  - Michel Inchauspé, homme politique et banquier français (° 5 novembre 1925).
  - Roman Kukleta, footballeur tchécoslovaque puis tchèque (° 22 décembre 1964).
  - William A. Niskanen, universitaire américain (° 13 mars 1933).
  - Jona Senilagakali, homme politique fidjien (° 9 novembre 1929).
- 2012 : 
  - Natina Reed, chanteuse et rappeuse américaine (° 28 octobre 1980).
  - Björn Sieber, skieur autrichien (° 5 mars 1989).
  - Georges Van Straelen, footballeur puis entraîneur français (° 10 décembre 1956).
- 2013 : Kadir Nurman, cuisiner turco-germanique, inventeur du Döner Kebab (° 1933).
- 2014 : 
  - Genpei Akasegawa, romancier, photographe, chorégraphe, écrivain et mangaka japonais (° 27 mars 1937).
  - Françoise Bertin, actrice française (° 23 septembre 1925).
  - Senzo Meyiwa, footballeur sud-africain (° 24 septembre 1984).
  - Manuel Revollo Crespo, prélat catholique bolivien (° 17 juin 1925).
  - Oscar Taveras, joueur de baseball canado-dominicain (° 19 juin 1992).
  - Antonio Terenghi, auteur de bandes dessinées italien (° 31 octobre 1921).
- 2015 :
  - Willis Carto, homme politique américain (° 17 juillet 1926).
  - Leo Kadanoff, physicien, pédagogue et professeur d'université américain (° 14 janvier 1937).
  - Sam Sarpong, acteur, mannequin et animateur de télé américano-britannique (° 19 décembre 1974).
  - Sya Styles, DJ et producteur de musique français (° 25 avril 1978).
- 2016 :
  - Ali Hussein, footballeur irakien (° 5 mai 1961).
  - Jean-Pierre Kesteman, historien canadien (° 20 janvier 1939).
  - Gérard Lamy, personnalité du monde des affaires et homme politique canadien (° 2 mai 1919).
  - Michael Massee, acteur américain (° 16 août 1955).
  - Yūichi Takai, romancier japonais (° 27 avril 1932).
- 2017 :
  - Ian McLeod, arbitre de football sud-africain (° 5 mars 1954).
  - Nelly Olin, femme politique française (° 23 mars 1941).
- 2018 :
  - Darijan Božič, compositeur et chef d'orchestre yougoslave puis slovène (° 29 avril 1933).
  - Roger De Breuker, cycliste sur route belge (° 13 juillet 1940).
  - Marc Francina, homme politique français (° 2 février 1948).
  - Nikolaï Karatchentsov, acteur soviétique puis russe (° 27 octobre 1944).
  - Abdelaziz Maoui, homme politique algérien (° 10 avril 1929).
  - Jean Monnier, homme politique français (° 3 mai 1930).
  - Richard Murunga, boxeur kényan (° 22 avril 1949).
- 2019 :
  - Paul Barrere, guitariste et auteur-compositeur américain (° 3 juillet 1948).
  - Pascale Roberts, actrice française (° 21 octobre 1930).
- 2020 :
  - Richard Adjei, bobeur allemand (° 30 janvier 1983).
  - Jean-Pierre Autheman, auteur de bande dessinée français (° 17 décembre 1946).
  - Jean-Claude Baulu, footballeur français (° 15 juin 1946).
  - Jacques Godin, acteur canadien (° 14 septembre 1930).
- 2021 :
  - Gilberto Braga, scénariste brésilien (° 1er novembre 1945).
  - Linda Carlson, actrice américaine (° 12 mai 1945).
  - Umberto Colombo, joueur de football italien (° 21 mai 1933).
  - Ginette Fauquet, romancière et poétesse française (° 1930).
  - Tiemen Groen, coureur cycliste néerlandais (° 6 juillet 1946).
  - Ludovica Modugno, actrice italienne (° 12 janvier 1949).
  - Roh Tae-woo, général et homme d'État sud-coréen (° 4 décembre 1932).
  - Uri Rubin, professeur d'université israélien (° 1944).
  - Mort Sahl, acteur américain (° 11 mai 1927).
  - Walter Smith, footballeur écossais (° 24 février 1948).
- 2022 :
  - Michael Basman, joueur d'échecs britannique (° 16 mars 1946).
  - Arthur Bernard, romancier, historien et essayiste français (° 11 juin 1940).
  - Mike Birch, navigateur canadien (° 1er novembre 1931).
  - Semisi Fakahau, homme politique tongien (° 11 février 1948).
  - Larry Hodgson, chroniqueur, animateur de radio et écrivain canadien (° 1954).
  - Lia Origoni, actrice et chanteuse soprano lyrique italienne devenue centenaire (° 20 octobre 1919).
  - Julie Powell, écrivaine américaine  (° 20 avril 1973).
- 2023 :
  - Hélène Alarie, agronome, fonctionnaire, professeure et femme politique canadienne (° 6 juin 1941).
  - Guy Camberabero, joueur de rugby à XV international français (° 17 mai 1936).
  - Malay Roy Choudhury, poète, nouvelliste, dramaturge et essayiste indien (° 29 octobre 1939).
  - Monique Créteur, comédienne, dramaturge, marionnettiste et metteur en scène et actrice française (° 26 août 1931).
  - Goa Gil, disc jockey et organisateur de soirée américain (° 11 octobre 1951).
  - Youcef Khatib, médecin, militant nationaliste algérien (° 19 novembre 1932).
  - Richard Moll, acteur américain (° 13 janvier 1943).
  - Bingo Smith, basketteur américain (° 26 février 1946).
  - Rigo Star, guitariste, auteur-compositeur et arrangeur congolais (° 28 août 1955).
- 2024 :
  - Thomas Dakayi Kamga, haut fonctionnaire camerounais (° 6 décembre 1944).
  - Henry Fields, basketteur puis entraîneur franco-américain (° 3 mai 1938).

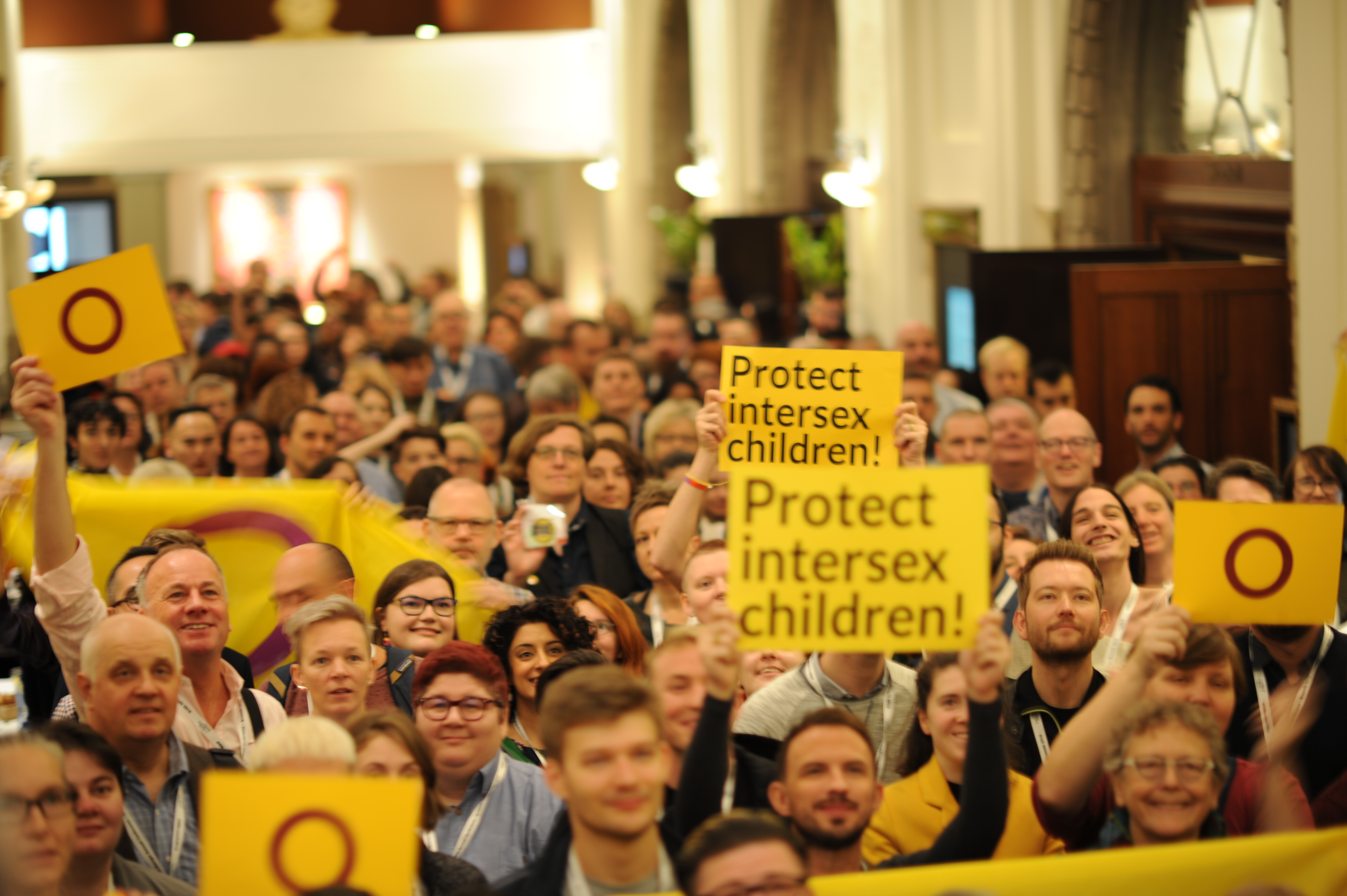
Journée de la visibilité intersexe (ici en défilé en 2018 à Bruxelles)

## Célébrations
- Journée de la visibilité intersexe (photographie ci-contre).
- Autriche : fête nationale autrichienne / Nationalfeiertag d'anniversaire de l'adoption de la loi constitutionnelle pour la neutralité autrichienne en 1955.
- Libye : journée de deuil à la mémoire des victimes de la colonisation italienne des années 1930[réf. nécessaire] (ibidem).
- Nauru (Océanie Pacifique) : Angam Day.

### Saints des Églises chrétiennes

#### Catholiques et orthodoxes
- Alor de Quimper († Ve siècle) — ou « Alar » —, troisième ou quatrième évêque de Cornouaille (Bretagne armoricaine).
- Amand de Strasbourg († 359), premier évêque de Strasbourg.
- Amand († 650), évêque de Worms.
- Aptone († IIIe siècle ou IVe siècle), deuxième évêque d'Angoulême, frère de son prédécesseur Ausone d'Angoulême.
- Athanase († 814), diacre et économe de l'abbaye de Medicion.
- Bean († 1022), premier évêque du diocèse de Murthlac, qui précéda celui d'Aberdeen.
- Cedde / Cédric († c. 664), évangélisateur d'une partie de l'Angleterre[11].
- Darie († VIe siècle), et Derbilie, vierges de sang royal.
- Démètre († Ier siècle), premier évêque de Gap, plutôt que :
  - Démétrios de Thessalonique ou Sermium (Ἅγιος Δημήτριος τῆς Θεσσαλονίκης / Hágios Dēmḗtrios tēs Thessaloníkēs en grec / Demetrius le Myroblyte ou the Myrrh-Gusher / Myrrh-Streamer, † c. 305 / 306), martyr chrétien plutôt célébré le 8 octobre par Rome voire le 8 novembre (° vers 270 ou au IIIe siècle n.s.) ?
- Eata († 685), abbé au monastère de Lindisfarne puis évêque de Hexham.
- Évariste († 107), pape et martyr.
- Gaudiose  († VIIe siècle), évêque de Salerne.
- Gibitrude († VIIe siècle), religieuse à Faremoutiers.
- Gwinoc († VIe siècle), évêque, Gildas, son père, Cenydd, Madog, Dolgan, Nwython, ses frères, Dolgar, sa sœur, et Garci, son cousin.
- Humbert († XIIIe siècle), prieur de l'abbaye de Fritzlar.
- Lucien et Marcien († 250), et leurs compagnons à Nicomédie.
- Quadragésime († VIe siècle), sous-diacre à Policastro.
- Rogatien et Félicissime († IIIe siècle), martyrs en Afrique.
- Rustique de Narbonne († 462), évêque de Narbonne.
- Sigebaud († 741), évêque de Metz.
- Tudyr († VIe siècle), avec Arwystli, Twrnog, Dier, Tyfrydog, Gwynodl, Marin, Senefyr, Tuglyd, Tudno et Tyneio, Marcelle, à l'abbaye de Bangor.
- Witta († 760), évêque de Büraburg, en Allemagne actuelle.

#### Saints et bienheureux des Églises catholiques
- Bonaventure de Potenza († 1711), bienheureux prêtre franciscain conventuel[9].
- Bonne d'Armagnac († 1462), noble devenue moniale reconnue comme bienheureuse.
- Céline Chludzińska v. Borzęcka († 1913), bienheureuse laïque mariée polonaise devenue religieuse et fondatrice de congrégation.
- Damien Furcheri (it) (ou Damiano da Finale, † 1484), bienheureux dominicain à Reggio d'Émilie (actuelle Italie).
- Foulques († 1229), évêque de Pavie.

#### Saints orthodoxes
Outre les saints œcuméniques voire pré-schismatiques ci-avant, aux dates parfois "juliennes" / orientales ...
- Joasaph († 1536), Martyr.

### Prénoms
Bonne fête aux Dimitri, Démètre, Déméter, Demeter, Demetria, Démétria, Demetrio, Demetrios, Démétrios, Dēmḗtrios, Δημήτριος, Démétrius, Demetrius, Demi, Démi, Dimitria, Dimitro, Dimitrou, Dimitru.
Et aussi aux :
- Cédric,
- Évariste,
- Rustique (voir encore le compagnon de Saint Denis et d'Éleuthère les 9 octobre ?).

## Traditions et superstitions

### Dicton du jour
« À la saint-Amand, sont mûrs les glands. »

### Astrologie
- Signe du zodiaque : 4e jour du signe astrologique du scorpion.

## Toponymie
- Les noms de plusieurs voies, places, sites ou édifices de pays ou provinces francophones contiennent cette date, sous diverses graphies : voir Vingt-Six-Octobre .